# 戈吉布阿區
6°8′N 5°56′W / 6.133°N 5.933°W
戈吉布阿區是科特迪瓦的14個行政區之一，位於該國南部，成立於2011年，首府設於加尼奧阿，面積17,580平方公里，2014年人口1,605,286，人口密度每平方公里91人。